# In un mare di noia
In un mare di noia è un singolo del gruppo musicale italiano Negrita, l'unico estratto dal terzo album in studio XXX e pubblicato nel 1997.

## Tracce
CD promozionale (Italia)
1. In un mare di noia (Radio Edit) – 3:42

CD singolo (Italia)
1. In un mare di noia – 4:00
2. Cambio (Live) – 4:50
3. Io sono (Live) – 5:24